# Gopherus agassizii
Gopherus agassizii là một loài rùa trong họ Testudinidae. Loài này được Cooper mô tả khoa học đầu tiên năm 1861.

## Hình ảnh

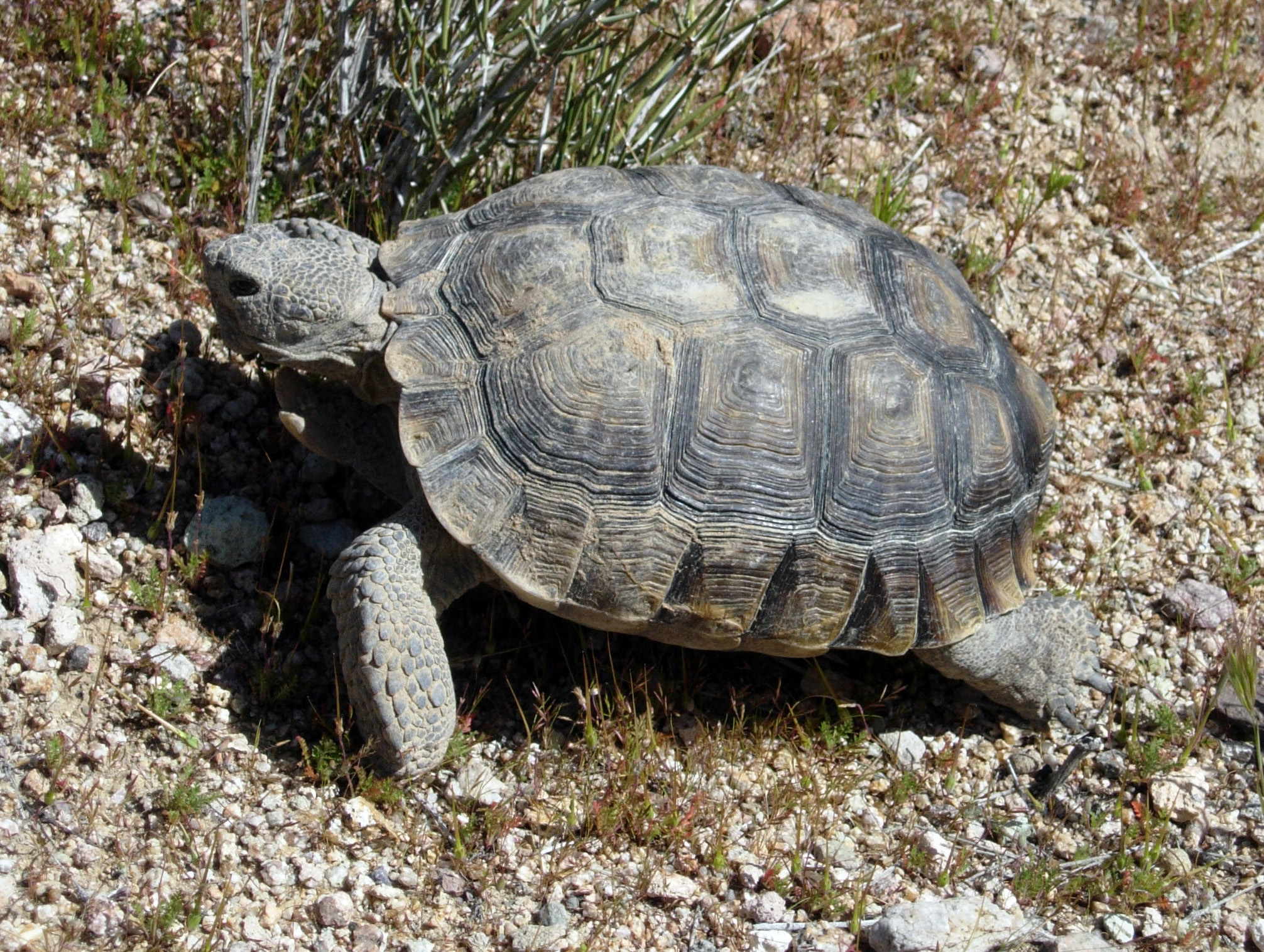
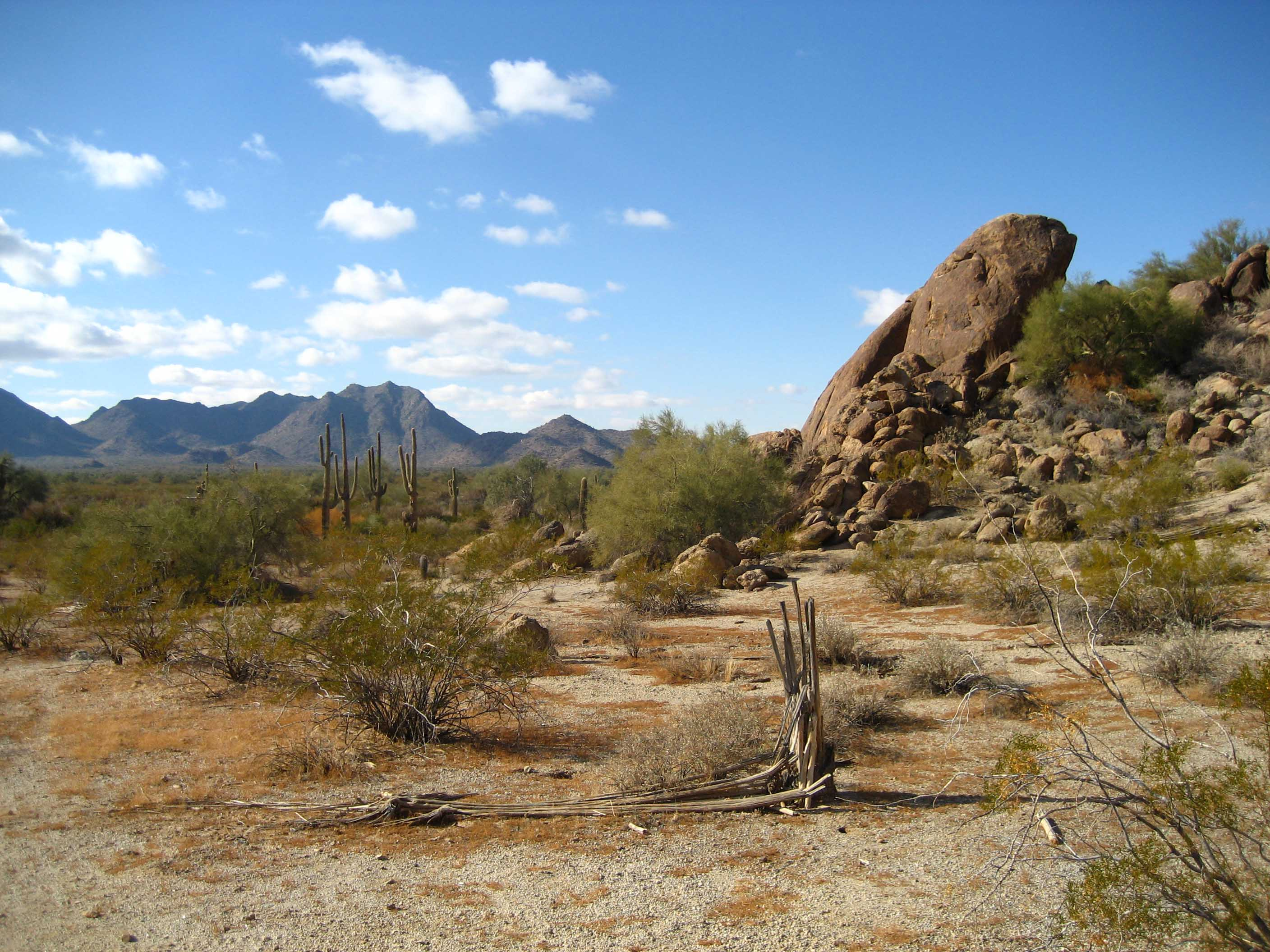
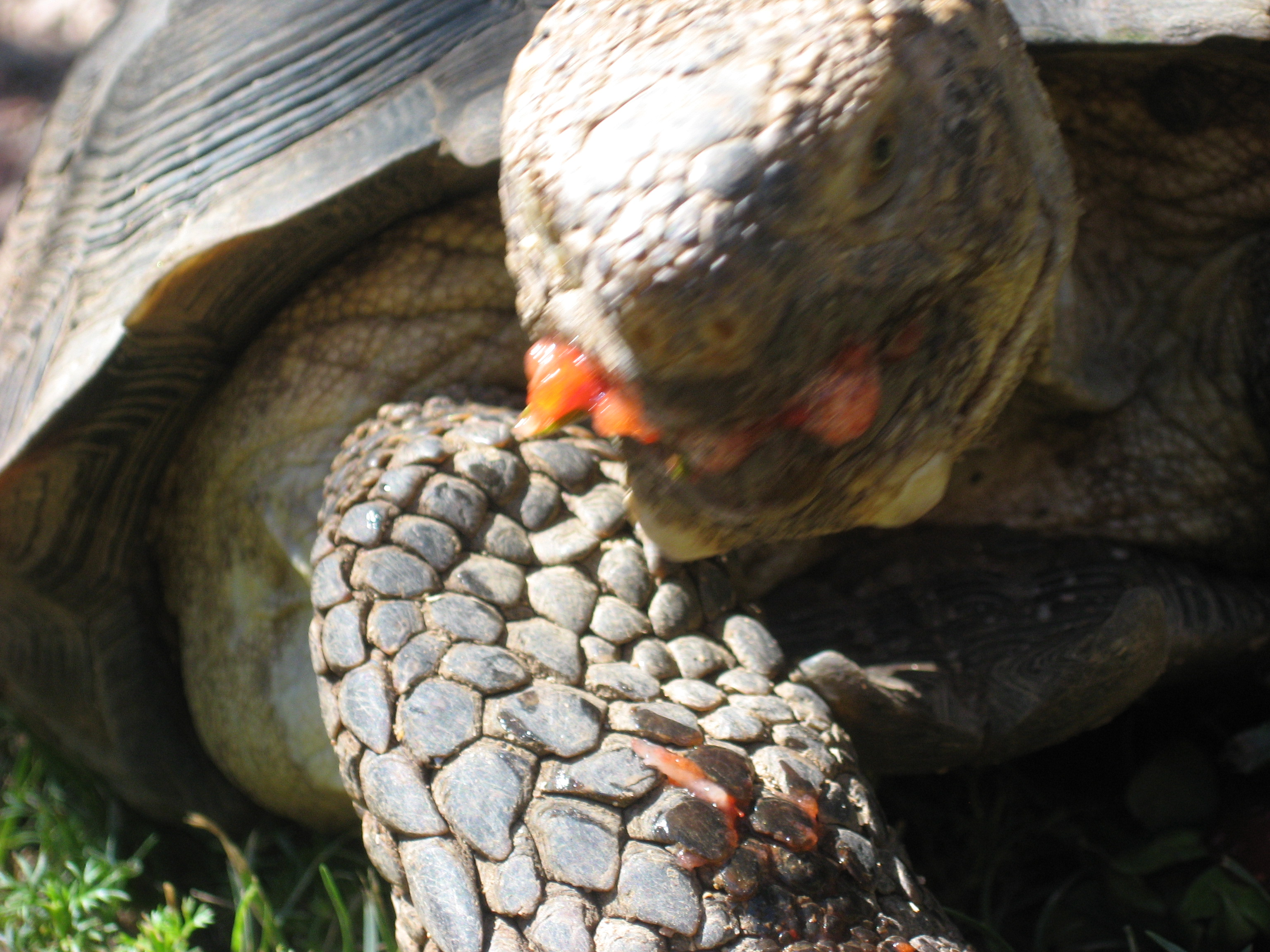
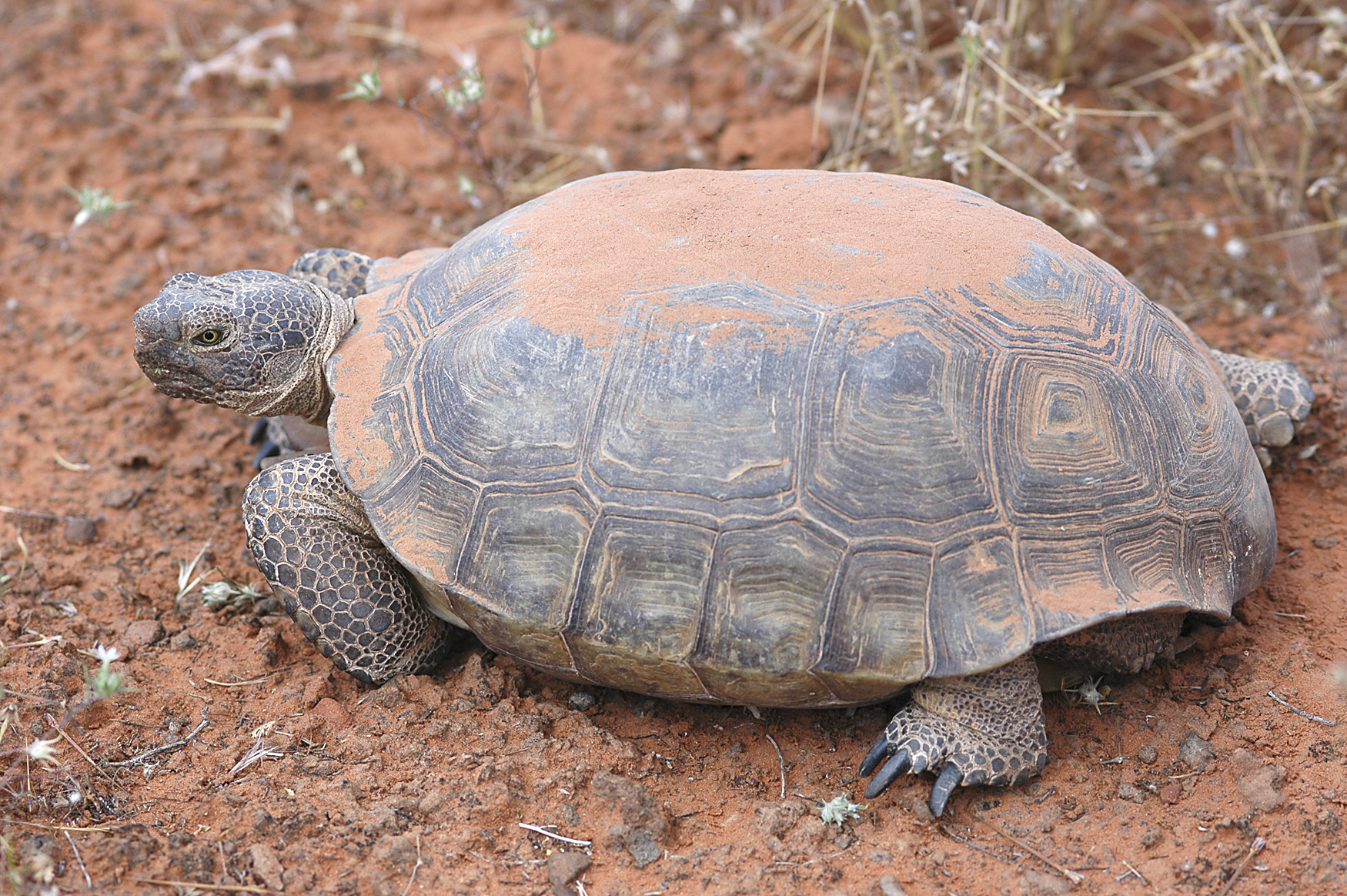